# Gironda (dipartimento)
La Gironda (pron. occitana :[dʒiˈɾundɔ]; in francese Gironde · ) è un dipartimento francese della regione Nuova Aquitania. Il nome del dipartimento deriva dal nome dell'estuario fluviale del corso d'acqua formato dai fiumi Dordogna e Garonna, che confluiscono a valle di Bordeaux.
Il territorio del dipartimento confina con i dipartimenti di Charente Marittima a nord, di Dordogna a nord-est, del Lot e Garonna a sud-est e di Landes a sud. A ovest è bagnato dall'Oceano Atlantico.
Il dipartimento è stato creato dopo la rivoluzione francese, il 4 marzo del 1790, in applicazione della legge del 22 dicembre del 1789, a partire dai territori delle province di Guienna e Guascogna.
Fra il 1793 e il 1795 il nome del dipartimento fu Bec-d'Ambès: la scelta fu fatta per differenziare il territorio dal nome del gruppo parlamentare Girondini.
Le principali città, oltre al capoluogo Bordeaux, sono Blaye, Langon, Lesparre-Médoc, Libourne, Arcachon e Andernos-les-Bains.

## Voci correlate

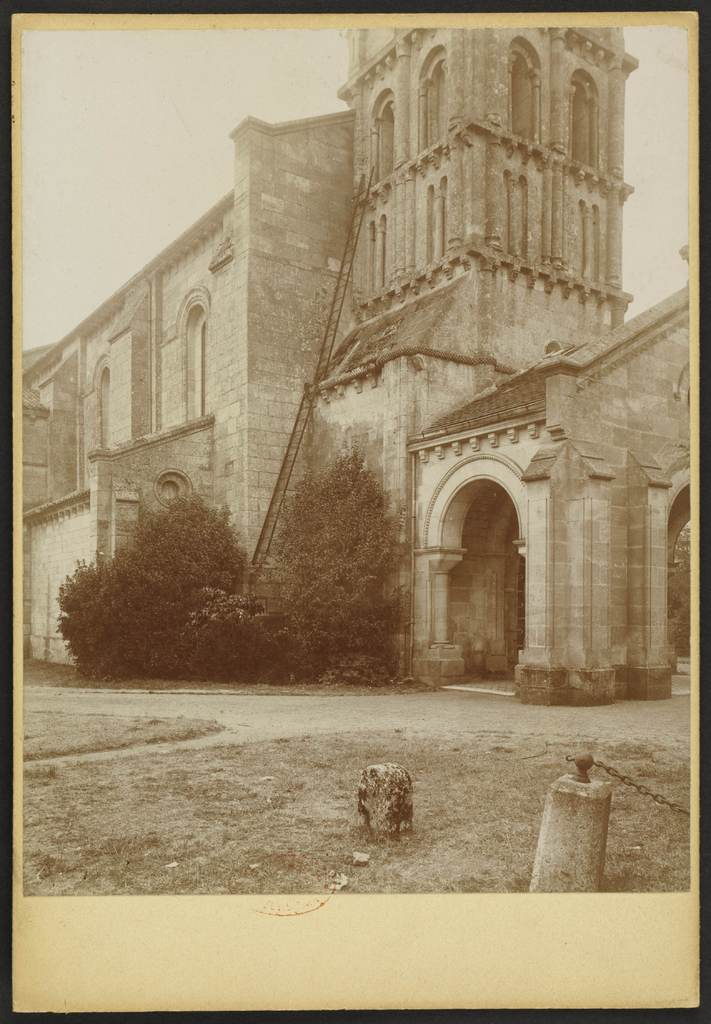
Église Notre-Dame de Bayon-sur-Gironde, foto di Jean-Auguste Brutails